# Тхож, Алиция
Алиция Тхож (пол. Alicja Tchórz, род. 13 августа 1992, Калиш, Калишское воеводство) — польская пловчиха, чемпионка Европы 2019 года. Член сборной Польши по плаванию. Участница летних Олимпийских игр 2012 и 2016 годов.

## Карьера
В 2009 году она дебютировала на чемпионате мира. На дистанции 100 метров она вышла в полуфинал, где заняла 16-е место (2:11,06). На дистанции 200 метров она заняла 25-е место (1:01,75). На 50 м на спине также была 25-й (29,07).
В 2011 году, выступая на чемпионате мира в Шанхае в Китае, она стала 25-й на дистанции 100 м на спине (1:02.04), 26-й на дистанции 200 м на спине (2:14,.27) и 34-й на дистанции 50 м на спине (29,50).
В 2012 году она приняла участие в Олимпийских играх в Лондоне, где она была 25-й на 100 м на спине(1:01.44) и 29-й на 200 метров в этом стиле (2:14.02).
В 2015 году в Израиле она стала серебряным призёром чемпионата Европы в коротком бассейне на дистанции 100 м на спине.
В 2016 году она приняла участие в Олимпийских играх в Рио-де-Жанейро, где она была 21-й на 100 м (1:01,31) и 20-й на 200 м (2:11,40).
В августе 2018 года, во время чемпионата Европы в Глазго в полуфинале на 50 м на спине был установлен новый рекорд страны (27,72), став первой кому удалось «выплыть» из 28 секунд. В финале этого соревнования она заняла четвертое место со временем 27,74.
В декабре 2019 года, в Глазго, на чемпионате Европы по плаванию на короткой воде, Тхож одержала победу в составе эстафетной четвёрки на дистанции 4 по 50 метров комбинированным плаванием. На дистанции 50 метров на спине она завоевала бронзовую медаль турнира.